# Изабелла II (королева Иерусалима)
Изабелла II Иерусалимская (фр. Isabelle II de Jérusalem) (она же — Иоланда де Бриенн, фр. Yolande de Brienne; 1212 — 25 апреля (5 мая) 1228, Андрия) — королева Иерусалима в 1212—1228 годах.

## Ранние годы
Иоланда родилась в городе Акре (Палестина) и была единственным ребёнком Марии, королевы Иерусалимской, и Иоанна де Бриенна.
Мария умерла вскоре после родов в 1212 году, возможно, от родильной горячки. После этого Иоланда под именем Изабелла II была провозглашена королевой Иерусалима, хотя ей было всего несколько дней от роду. Её отец, Иоанн де Бриенн, правил как регент до 1225 года.

## Брак с Фридрихом II

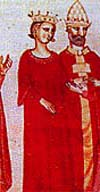
Изабелла II

В 1223 году Иоанн де Бриенн отправился в Европу для сбора средств для своего королевства. Во время встречи с папой Гонорием III и императором Фридрихом II в городе Ферентино Иоанн договорился о свадьбе Фридриха и Изабеллы: Фридрих соглашался выступить в крестовый поход, но только в качестве законного короля Иерусалима, а это было возможно лишь после его женитьбы на Изабелле (к тому времени Фридрих был вдовцом). Брак был поддержан папой, который рассчитывал повысить шансы на успех похода вовлечением в него императора. Свадьба состоялась в 1225 году она вышла замуж за императора Священной Римской империи Фридриха II, с августа 1225 года — по доверенности, в Акре, и 9 ноября 1225 года лично в Бриндизи, в кафедральном соборе. Через несколько дней после этого Изабелла II был коронована как королева Иерусалима.
На церемонии бракосочетания Фридрих заявил, что он теперь король Иерусалима. Несмотря на имевшиеся договоренности, Фридрих II сразу же занялся тем, что лишил Иоанна де Бриенна прав регентства и взял власть в свои руки. При этом он по-прежнему уклонялся от участия в крестовом походе, и в 1227 году был отлучен от церкви папой Григорием IX за пренебрежение клятвой крестоносца.

## Смерть

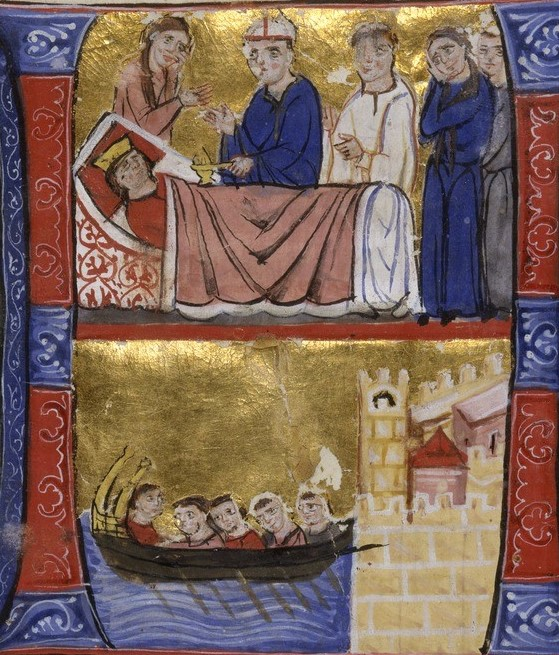
Смерть королевы Изабеллы.

После свадьбы Изабелла жила в дворце Фридриха в Палермо. Фридрих лишь изредка её навещал. В ноябре 1226 года Изабелла родила своего первого ребёнка, дочь, названную (по некоторым источникам) Маргаритой. Ребёнок умер в августе 1227 года. Фридрих, наконец, отплыл из Бриндизи в Иерусалим 8 сентября 1227 года, но заболел и через три дня после отплытия вернулся, высадившись в Отранто. Фридрих отложил поездку до выздоровления. 25 апреля 1228 года в Андрии (Бари) Изабелла умерла после рождения второго ребёнка, сына Конрада, будущего короля Германии. Она похоронена в соборе Андрии. Фридрих же, наконец, отправился в крестовый поход 28 июня. После переговоров с аль Камилем Иерусалим перешёл в руки крестоносцев без сражения по соглашению сторон. Перемирие было заключено Фридрихом и аль Камилем на 10 лет. 18 марта 1229 года Фридрих сам короновал себя королём Иерусалима в храме Гроба Господня. 19 марта Фридрих уехал в Акру, а затем покинул Святую землю.